# Campeonato Italiano de Rugby 1963-64
El Campeonato de Rugby de Italia de 1963-64 fue la trigésimo cuarta edición de la primera división del rugby de Italia.

## Sistema de disputa
Los equipos se enfrentaron en condición de local y de visitante a cada uno de sus rivales.
El equipo que al finalizar el torneo se encuentre en la primera posición se declara automáticamente como campeón.
Mientras que los dos últimos equipos descenderán directamente a la segunda división.

## Desarrollo
- Tabla de posiciones:[1]

| Pos. | Equipo            | Encuentros | Encuentros | Encuentros | Encuentros | Tantos | Tantos | Tantos | Puntos |
| Pos. | Equipo            | PJ         | PG         | PE         | PP         | F      | C      | Dif    | Puntos |
| ---- | ----------------- | ---------- | ---------- | ---------- | ---------- | ------ | ------ | ------ | ------ |
| 1.º  | Rugby Rovigo      | 22         | 15         | 3          | 4          | 192    | 115    | +77    | 33     |
| 2.º  | Rugby Parma       | 22         | 15         | 3          | 4          | 206    | 148    | +58    | 33     |
| 3.º  | Partenope Rugby   | 22         | 15         | 1          | 6          | 218    | 136    | +82    | 31     |
| 4.º  | Amatori Milano    | 22         | 8          | 7          | 7          | 169    | 132    | +37    | 23     |
| 5.º  | Fiamme Oro        | 22         | 9          | 4          | 9          | 175    | 148    | +27    | 22     |
| 6.º  | CUS Roma          | 22         | 7          | 8          | 7          | 119    | 129    | -10    | 22     |
| 7.º  | Treviso           | 22         | 9          | 3          | 10         | 146    | 122    | +24    | 21     |
| 8.º  | Petrarca Padova   | 22         | 9          | 1          | 12         | 157    | 191    | -34    | 19     |
| 9.º  | A.S. Rugby Milano | 22         | 8          | 1          | 13         | 162    | 193    | -31    | 17     |
| 10.º | CUS Genova        | 22         | 6          | 5          | 11         | 90     | 156    | -66    | 17     |
| 11.º | L'Aquila Rugby    | 22         | 6          | 4          | 12         | 128    | 200    | -72    | 16     |
| 12.º | G.S. Esercito     | 22         | 4          | 2          | 16         | 141    | 233    | -92    | 10     |

|  | Campeón.                 |
|  | Descendido a la Serie B. |

| Bandera de Italia    |
| Campeón Rugby Rovigo |
| Séptimo título       |